# Érlon Chaves
Erlon Chaves (São Paulo, 9 de dezembro de 1933 — Rio de Janeiro, 14 de novembro de 1974) foi um maestro, arranjador, pianista e cantor brasileiro.

## Biografia
Iniciou sua carreira de cantor apresentando-se em um programa infantil da rádio Difusora de São Paulo, cantando, quando era muito menino. Foi ator mirim no filme Quase no céu. Começou seus estudos de música no Conservatório Musical Carlos Gomes, se formando em piano no ano de 1950. Estudou canto e harmonia, sendo orientado pelos maestros Luís Arruda Paes, Renato de Oliveira e Rafael Pugliese.
Com a versão do calipso Matilda de Harry Belafonte, fez sucesso no final dos anos 1950. 
Trabalhou na TV Excelsior - canal 9, de São Paulo. Em 1965, foi para o Rio de Janeiro, indo para a TV Tupi - Canal 6 e a TV Rio - canal 13. Foi diretor musical da TV Rio, sendo um dos responsáveis e autor do Hino do Fic, música de abertura do  Festival Internacional da Canção, em 1966. Em 1968 acompanhou a cantora Elis Regina, que iria se apresentar no Olympia, de Paris.
Em 1970, durante o V Fic, transmitido pela TV Globo, regeu um coral de quarenta vozes, que mais tarde passou a chamar-se Banda Veneno, que acompanhou Jorge Ben ou Jorge Ben Jor. Cantou a canção Eu também quero mocotó, que estava fazendo sucesso; e foi acusado de assédio moral após uma cena em que é beijado por diversas loiras em apresentação na etapa internacional. Foi acusado pela ditadura militar brasileira. Neste festival estava presente o presidente da república, general Emílio Garrastazu Médici.
A imagem do povo brasileiro feliz seria veiculada para o mundo, em cores para a Europa e Estados Unidos da América. A ditadura militar brasileira não deixa dúvida, queria manter música e o espetáculo deste festival em prol da imagem que deveria ser painel para o mundo.  Nesta época, Erlon Chaves estava namorando a então Miss Brasil de 1969, Vera Fischer.
Erlon Chaves faleceu na noite de 14 de novembro de 1974, após sofrer um infarto fulminante em sua loja de discos, no bairro do Flamengo, no Rio. De acordo com nota da Folha de S. Paulo, em sua edição do dia seguinte, o maestro tinha se emocionado bastante no dia anterior, ao visitar o colega e cantor Wilson Simonal, que estava preso na ocasião. 

## Discografia
- 1961 - Em tempo de Samba - Erlon Chaves e sua orquestra
- 1965 - Sabadabada
- 1965 - Alaíde Costa - participação como arranjador
- 1971 - Banda Veneno
- 1972 - Erlon Chaves e sua Banda Veneno Internacional, Vol. 1
- 1973 - Erlon Chaves e sua Banda Veneno Internacional, Vol. 2
- 1973 - Erlon Chaves e sua Banda Veneno Internacional, Vol. 3
- 1974 - Erlon Chaves e sua Banda Veneno Internacional, Vol. 4
- 1974 - Erlon Chaves e sua Banda Veneno Internacional, Vol. 5
- 2002 - Erlon Chaves - Sabadabada (1965, Continental/Warner Remaster)

### Coletânea
- 1999 - Millennium: Erlon Chaves - Universal Music - reedição de suas gravações.

### Temas de telenovelas
- 1966 - O Sheik de Agadir, da TV Globo, autor da música tema.
- 1966 - Eu Compro esta Mulher - música tema.
- 1970 - Pigmalião 70 da TV Globo. Na trilha sonora da novela consta a participação de Erlon Chaves e orquestra, nas músicas Tema de Cristina, Tema de Nando e Candinha e Povos, todas de autoria do maestro.

### Tema de filme
- 1973 - filme brasileiro Aladim e a lâmpada maravilhosa com Renato Aragão e Dedé Santana.

### Destaque
- 1973 - As dez canções medalha de ouro - Erlon Chaves e Paul Mauriat

Gravação feita só com músicas brasileiras, escolhidas pelo público no programa do apresentador Flavio Cavalcanti. As músicas escolhidas foram Casa no campo (Tavito/Zé Rodrix), Amada amante (Erasmo Carlos/Roberto Carlos), Presepada (Jocafi/Antônio Carlos), Naquela mesa (Sérgio Bittencourt), Viagem (João de Aquino/Paulo César Pinheiro), Dona Chica - (Francisca Santos das Flores/Dorival Caymmi), Águas de março  (Tom Jobim), Como 2 e 2 (Caetano Veloso), Construção (Chico Buarque) e Testamento (Toquinho/Vinícius de Moraes).

## Amigos
Erlon Chaves era amigo de Wilson Simonal, Zeca do Trombone, Jairzinho e de Carlos Alberto. Sempre estiveram juntos e se reuniam para conversar. Os dois últimos são campeões da Copa do Mundo de 1970, do México.